# Février 1822

## Événements
- France : échec d’un complot charbonnerie à Thouars.

- 5 février : le chef de l’insurrection de Janina, Ali Pacha, est assassiné après une offre de reddition refusée par les Ottomans qui s’emparent de Janina.

- 7 février (26 janvier du calendrier julien[1]) : réforme de l’administration sibérienne, préparée par Speranski, gouverneur de Sibérie. Abolition de la Moyenne horde kazakhe[2].

- 8 février, France : date probable de la naissance de Suzanne, fille adultérine de Mme de Gobineau et de Charles Sottin de La Coindière, précepteur de ses enfants. On ne sait rien du destin de Suzanne.

- 9 février : Jean-Pierre Boyer, président de la république d'Haïti, annexe la partie orientale de l'île[3].

- 14 février : Radama Ier proclame sa souveraineté sur l’ensemble de Madagascar.

- 16 février : José Bonifacio convoque à Rio de Janeiro un conseil des députés des provinces (procuradores provinciais) pour aider le gouvernement[4]. Les députés du Nord, bloqués par la guerre avec les garnisons portugaises, ne peuvent pas venir. José Bonifacio fait nommer l’amiral britannique lord Cochrane à la tête de la flotte brésilienne. Aidé des troupes et de la milice, il encercle les Portugais à Bahia. Ils doivent abandonner la ville. Puis Cochrane soumet le Maranhão et le Pará sans difficultés.

- 19 - 21 février : premiers combats entre les indépendantistes de Bahia et les troupes portugaisesInácio Luís Madeira de Melo. Début du siège de Salvador.

- 24 février, France : complot Berton.

- 27 février : troubles à l'église des Petits-Pères à Paris : les prêtres prêchant une mission sont houspillés par la foule dans laquelle se trouvent deux députés libéraux, de Corcelles et Demarçay.

## Naissances
- 8 février : Maxime Du Camp, écrivain français († 9 février 1894).
- 16 février : Sir Francis Galton (mort en 1911), scientifique britannique.

## Décès
- 4 février : Jean-Baptiste Cyrus de Timbrune de Thiembronne, général français.